# مشاكهة مولرية

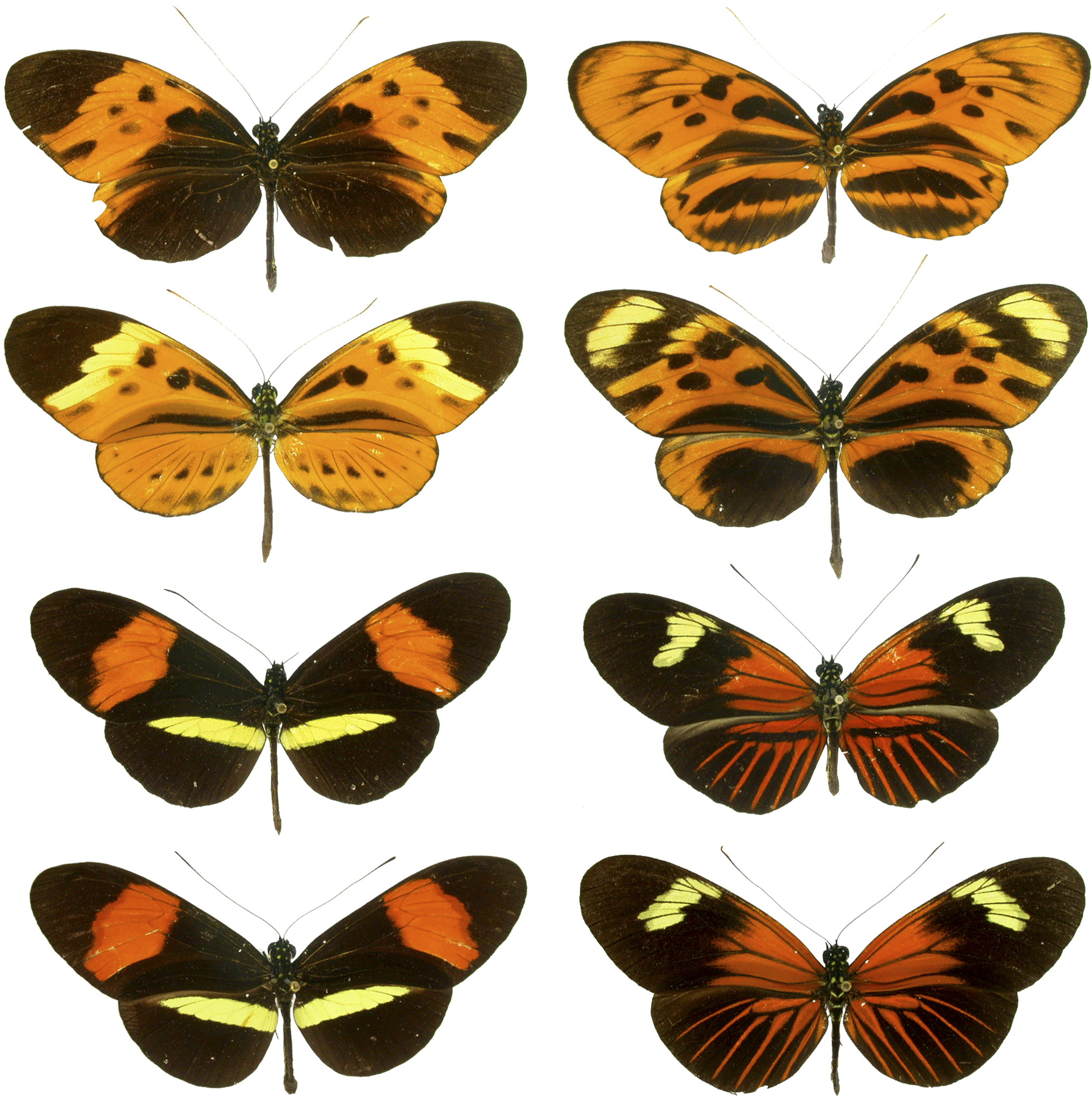
مثالان على المشاكهة المولرية في فراشات هلكونيوس: في هذه الصورة، الأربعة العلوية هي أشكال من Heliconius numata ، والتي تحاكي الأنواع من جنس Melinaea ، بينما الأربعة السفلية هي H. melpomene (يسار) و H. erato (يمين)، والتي يحاكي بعضها البعضَ.

المشاكهة المولرية هو ظاهرة طبيعية حيث يقوم نوعان فأكثر من الأنواع المحمية جيدًا، والتي غالبًا ما تكون ذات مذاق كريه ولها الحيوانات المفترسة نفسها، بمشاكهة إشارات التحذير الصادقة، بغرض التقايض أو النفع المشترك. إن الفائدة من المشاكهة المولرية هي أن الحيوانات المفترسة تحتاج فقط إلى لقاء غير سار مع فرد من مجموعة مشاكهة مولرية، وبعد ذلك تتجنب كل التلوين المماثل، سواء كان ينتمي إلى نفس النوع مثل اللقاء الأول أم لا. سميت على اسم عالم الطبيعة الألماني البرازيلي فرتز مولر، أول من اقترح المفهوم عام 1878، ودعم نظريته بأول نموذج رياضي للاختيار المعتمد على التردد، وهو أحد أوائل النماذج من هذا النوع في علم الأحياء.